# 2016-os latakiai offenzíva
A 2016-os latakiai offenzíva, kódnevén jarmuki csata, egy olyan felkelői hadműveletre utal, melyet Latakia kormányzóság hegyes területein indítottak 2016. június végén. A cél a hadseregnek az év korábbi szakaszában indított offenzívája alatt elfoglalt területek visszaszerzése volt.

## Az offenzíva

### Kinszabá a felkelők kezére jut
Június 27-30 között az FSA támogatta és az al-Nuszra Front vezette Hódító Hadsereg támadást indított a Turkomán-hegység és a kurdok lakta Jabal al-Akrad hegység ellen, és az oroszok légi támadása elől való menekülést megelőzően több falut is elfoglaltak. A harcok során 33 felkelőt és 15 katonát öltek meg. Ennek ellenére másnap, a felkelők második támadási kísérlete során sikeresen elfoglalták Kinszabát. Emellett majdnem egy tucatnyi környező falura és hegyre tették rá a kezüket. erre válaszul Oroszország Légiereje 100 légi támadást mért Kinszabára és több környező falura.
Július 2-án a felkelők elfoglalták a Turkomán-hegység Jabal Qal’at hegycsúcsát. Másnap a felkelők megszerezték a stratégiai fontosságú  Saraf falut és a környező hegyeket. Késő éjszaka azonban a Szíriai Szociáldemokrata Párt és az NDF segítségével visszafoglalta a területet a Szíriai Tengerészgyalogság.
Július 4-én a Köztársasági Gárda erősítést küldött Salma területére, mellyel vélhetően egy offenzívát készítettek elő. Július 5-re a Szíriai Hadsereg két oldalról lezárta a Kinszabába vezető utakat, és ezzel megkezdődött a város visszafoglalásáért folytatott offenzíva előkészítése. A Hadsereg és a Köztársasági Gárda rakétákkal már lőtte egy ideje a területet. Eközben a jelentések szerint a Hódító Hadsereg Kinszaba helyett Aleppó déli külterületeire küldött erősítést. A Turkomán-hegység és Bashura falu körül tovább folytak a harcok, iszlamista felkelők pedig a légi és a tüzérségi lövedékek ellenére megtámadták a kormány több állását is.
Július 5-én Ali Abdullah Ayyoub személyesen tekintette meg a Latakiában állomásozó seregeket, melyek az elkövetkező kormányzati offenzívát várták. A Turkomán-hegység környékén éjfél táján heves összecsapások bontakoztak ki a kormány harcosai és az iszlamista fegyveresek között, miközben Kabani falut harci repülőgépek bombázták. Július 6-ánj a hírek szerint a kormány csapatai az al-Nuszra Front egy újabb támadását verte vissza. Mindezen túl a Szíriai Hadsereg 144. Ezrede, mely a Farsnews szerint „gerilla harcviselésre” is fel van készítve, megérkezett Latakia északi részére.

### A Hadsereg első ellentámadása
Július 78-án a kormány megindította az ellentámadását, mikor a Szíriai Tengerészgyalogság, a Sivatagi Solymok és a Speciális Erők két helyszínt is lerohantak Kinszabától délre, valamint elfoglaltak egy hegycsúcsot és  egy közeli falut. A kormány katonái az összes területet visszafoglalták A harcok alatt a Sham Légió sok veszteséget könyvelhetett el, többek között meghalt a helyi parancsnokuk is. Két nappal később a kormány újabb támadást indított Kinszabá ellen, mikor a környező hegyeket vette kereszttűzbe, ahol több állást is megszerzett. A nap végére azonban a felkelő visszafoglalták a korábban elveszített állásaikat.
Július 13–14-én éjszaka az al.-Nuszra Front és a Turkomán Iszlám Párt meglepetésszerű támadást indított Kabbani területe ellen, és az attól délre magasodó Zuwayqat-hegyeket el os foglalta. Erre válaszul az orosz légierő fokozta az előretörő felkelőkre nehezedő támadást, miközben a kormány seregei átcsoportosítással készültek a következő ellentámadásra.
Július 16-án a kormányerők visszafoglalták a Kinszabától délre fekvő Qalat Tubal egészét, a nap hátralévő részében pedig magát Kinszabát is elfoglalták. Kinszaba teljes visszafoglalása összességében 12 órát vett igénybe. Ezután a Hadsereg az összes környező falut és hegyet visszafoglalta. Másnap hajnalban a felkelők ellentámadást indítottak Kiszabá ellen, és megszerezték a várost. Emiatt a Hadsereg újabb ellentámadást indított, a harcok pedig még július 18-án is folytak. A végén a hadsereg magáévá tette az egész várost, valamint a környező hegyeket és falvakat is.
Július 19-én megindult a felkelők második ellentámadása, mikor az al-Nuszra egyik öngyilkos robbantója Qal’at Shalaf mellett megtámadta a hadsereg állásait, és emiatt a kormányerőknek ki kellett vonulniuk Kinszabából. Ezt kihasználva a felkelők bevonultak a városba. Így Kinszabá ismét a felkelők kezére került. 72 órán belül negyedszer cserélt gazdát a város. Miközben Kinszabában a harcok tovább folytak, a Hadsereg a környéken több falut is elfoglalt.
Július 20-án a Turkomán Iszlám Párt és az Ahrar al-Sham támogatásával az al-Nuszra Front elfoglalta Shalaf falut, és arra kényszerítette a kormány seregeit, hogy a Kurd hegységben az összes posztot hagyják el, melyeket nemrégiben foglaltak vissza.

### Más frontokon
Július 28-án a Hódító Hadsereg Latakiában egy új támadást indított, melynek célja a Zuwayqat-hegység megszerzése volt. Az első támadásukat a kormányerők visszaverték, de aznap később a felkelők elfoglalták a Zuwayqat-hegységet. A kormánypárti seregeknek vissza kellett húzódnia délre, nehogy lerohanják őket. Eközben át is tudták szervezni a csoportokat, hogy így készüljenek egy későbbi ellentámadásra. Ezzel a felkelők összes korábbi nyereségét visszafoglalták.

### A Hadsereg második ellentámadása
Másnap a kormány egy újabb offenzívát indított, melynek Kinszabá visszafoglalása volt a célja. A támadás alatt a Szíriai Tengerészgyalogság, a Sivatagi Solymok és az NDF seregei megszerezték Shalaf falut. A kormány más csapatai Kabana falu ellen intéztek támadást. Emellett a Kurd-hegység más területeit is megpróbálták bevenni. A kormányegújabb előretörése ellenére a Hódító Hadsereg Latakiából több száz harcost csoportosított át Aleppóba, ahol a kormány egy másik támadását kellett visszaverniük.  A jelentések szerint az átcsoportosítás Latakiában jelentősen gyengítette a felkelők haderejét.
Július 30-án a kormány Shalafból közvetlenül támadta meg Kinszabát, és ez heves összecsapásokba torkollott, de az offenzíva nem hozott eredményt a kormány számára, így fel is függesztették.

### A kormány harmadik ellentámadása és Kinszabá visszafoglalása
Augusztus 4-én a kormánypárti erők újabb ellentámadást indítottak, hogy visszafoglalják az elveszített területet, és ezúttal a Kinszabára rálátást biztosító Toubal és Shillif hegyeket támadták meg. Másnap reggel lerohanták Kinszabá külvárosait, melyek hatására heves harcok alakultak ki az iszlamista védelmezőkkel, akik még mindig birtokolták a környező hegyeket. A kormánypárti erők megpróbálták bekeríteni a várost, mely állításaik szerint a Shillif-hegy elfoglalásával valamint a városra néző tüzérségi állások telepítésével sikerült is. A kormány seregei eddig azonban még nem léptek be a város területére. A kormány seregei rajtaütésszerű támadásokat indítottak a Kinszabába érkező erősítés ellen, mely során 16–50 felkelőt megöltek. Ezután elfoglalták a Toubal és a Ruwaysat Shams hegyeket. Így már tüzérséggel elérték Kinszabát.
Miután a kormány elfoglalta a Kinszabá környéki hegyeket, a felkelők kivonultak a városból. A kormány seregei azonban csak akkor léptek be a város területére, mikor már Kabani irányába is szereztek meg területeket. Erre azért volt szükség, nehogy az történjen, mint ezelőtt, hogy a felkelők egy meglepetésszerű ellentámadása miatt vissza kelljen majd vonulniuk. A felkelők egyik ellentámadása így is megpróbálta ismét kiűzni a hadsereget a városból, de az erősítés megérkezte után a kormány teljes egészében befolyása alá vonta a várost és szűk környékét. A felkelők a heves légi támadások és a rakétatámadások miatt valamint a környező dombokon megbúvó orvlövészek miatt nagy veszteségeket szenvedtek el. A harcok során megölték a felkelők 1. Tengerparti Osztagának két parancsnokát is. Kinszabá bevétele után a Hadsereg tovább nyomult, és majdnem az összes olyan falut visszafoglalta, melyet a felkelők offenzívája során elveszített.
A kormány előretörése augusztus 9-én tovább folytatódott, mikor a török határtól néhány kilométerre emelkedő Jabal Al-Qal’at hegycsúcsot is bevették. A felkelők augusztus 10-i és 12-i támadásait visszaverték, akiknek emiatt a török határig kellett hátrálniuk. A sikertelen ellentámadás során a felkelők jelentős veszteségeket szenvedtek, többek között három parancsnokukat is elvesztették.

## Következmények
Augusztus 12-én a kormány seregei és a Hezbollah egységei egy offenzívát indítottak, melyben a felkelőktől elfoglalták Kabbanit. Augusztus 16-án a felkelők és a kormány seregei között továbbra is folytak az összecsapások a város körül. Augusztus végén egy újabb kormányzati támadást indítottak Kinszabá ellen, de ezt szintén az első nap visszaverték.
Szeptember 9-én a kormány egy újabb, széles körű offenzívát indított Latakiában, mely során 13 falut és több környékbeli hegyet is elfoglaltak. A kormányerők már majdnem elérték Idlib kormányzóság belső határát. Szeptember 12-én a felkelők erőssége, Kinszabá környékén s több hegycsúcsot megszereztek a kormány seregei. 2016. szeptember 28-án a kormánycsapatok egyik akciójában megszerezték a Kinszabától pár kilométerre északkeletre emelkedő Haddadah falut.